# Charlotte Stapenhorst
Pour les articles homonymes, voir Stapenhorst.
Charlotte Stapenhorst est une joueuse allemande de hockey sur gazon née le 15 juin 1995 à Berlin. Elle a remporté avec l'équipe d'Allemagne la médaille de bronze du tournoi féminin aux Jeux olympiques d'été de 2016 à Rio de Janeiro.